# Kißlegg
Kißlegg là một đô thị ở huyện Ravensburg ở bang Baden-Württemberg thuộc nước Đức. Đô thị này có diện tích 92,45km², dân số thời điểm 31 tháng 12 năm 2020 là 9098 người.

## Địa lý
Kißlegg giáp ranh với những khu vực sau đây: ở phía bắc là xã Bad Wurzach, ở phía đông là đô thị Leutkirch, ở phía nam là đô thị Argenbühl và xã Wangen im Allgäu, và ở phía tây là các đô thị Vogt và Wolfegg.
Phía tây của Kißlegg là khu bảo tồn thiên nhiên rộng lớn khoảng 26 ha. Đây là nơi cư trú và nghỉ dưỡng của một hệ động thực vật phong phú và có nguy cơ tuyệt chủng. Có các khu bảo tồn thiên nhiên khác trong khu vực xung quanh  như: Arrisrieder Moos , Gründlenried-Rötseemoos, các đồng hoang và ao quanh Brunnen và Sigrazhofer Ried.

## Lịch sử
Vào thời La Mã, nhiều tiền xu ở Oberhorgen cho thấy một khu định cư.
Vào thế kỷ 8, linh mục Ratpot của Leutkirch đã thành lập một ngôi làng vào đầu thế kỷ thứ 9. Vào khoảng năm 850, nơi này thuộc quyền sở hữu của tu viện St. Gallen.
Một gia đình quý tộc đã xây dựng Lâu đài Kisilegge vào thế kỷ 11 hoặc 12, sau đó họ tự gọi mình là Lãnh chúa của Kisilegge từ năm 1227. Do đó nơi đây chỉ được biết đến với cái tên Kißlegg kể từ thế kỷ 15.
Người thừa kế cuối cùng của Lãnh chúa Kißlegg gả con gái của mình cho Marquard von Schellenberg từ gia đình Schellenberg vào khoảng năm 1300 , người đã trở thành chủ sở hữu mới của Kißlegg.
Trong Chiến tranh Nông dân Đức, Kißlegg là một trong những trung tâm của cuộc nổi dậy. Năm 1548, Kißlegg bị phá hủy hoàn toàn, ngoại trừ Lâu đài Schellenberg, và vào năm 1704, một trận hỏa hoạn lại thiêu rụi gần như toàn bộ thị trấn.
Năm 1806, Kißlegg đến Vương quốc Württemberg , nơi nó được giao cho Oberamt Wangen.
Với cải cách hành chính trong thời kỳ Đức Quốc xã ở Württemberg, Kißlegg đến quận Wangen vào năm 1938. Sau Chiến tranh thế giới thứ hai, thị trấn rơi vào vùng chiếm đóng của Pháp vào năm 1945, do đó thuộc về bang mới thành lập Württemberg-Hohenzollern, trở thành một phần của bang Baden-Württemberg vào năm 1952. Với việc giải thể quận Wangen vào năm 1973, đô thị đã đến quận Ravensburg.